# Nappaleer

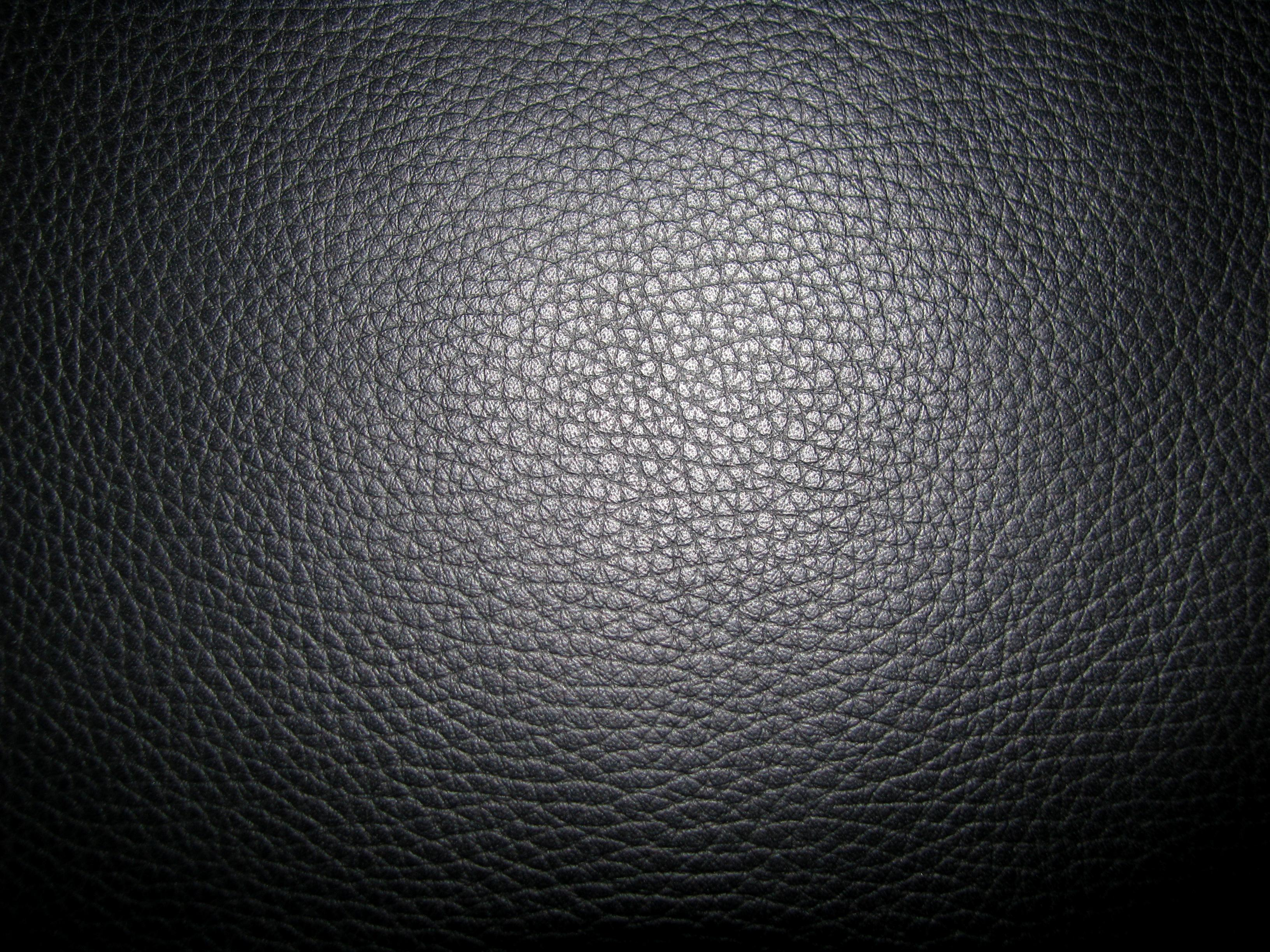
Nappaleer

Nappaleer of nappa is een gedekt, doorgeverfd (aan beide kanten dezelfde kleur) leer.
Het leer is meestal afkomstig van lams- of schapenhuid. Plantaardig gelooid nappaleer is normaal gesproken niet doorgeverfd; deze is aan de rugzijde natuurbruin.
Het leer staat bekend om zijn zachtheid en duurzaamheid. Het voordeel van nappaleer is dat het erg goed bestand is tegen beschadiging. Het nadeel is dat het wat stug aanvoelt. Nappaleer wordt vaak gebruikt voor hoogwaardige producten, zoals luxe meubilair en rollend materieel.
De techniek werd uitgevonden door Emanuel Manasse in 1875, toen hij bij de Sawyer Tanning Company in Napa (Californië) werkte.